# Garde hongroise

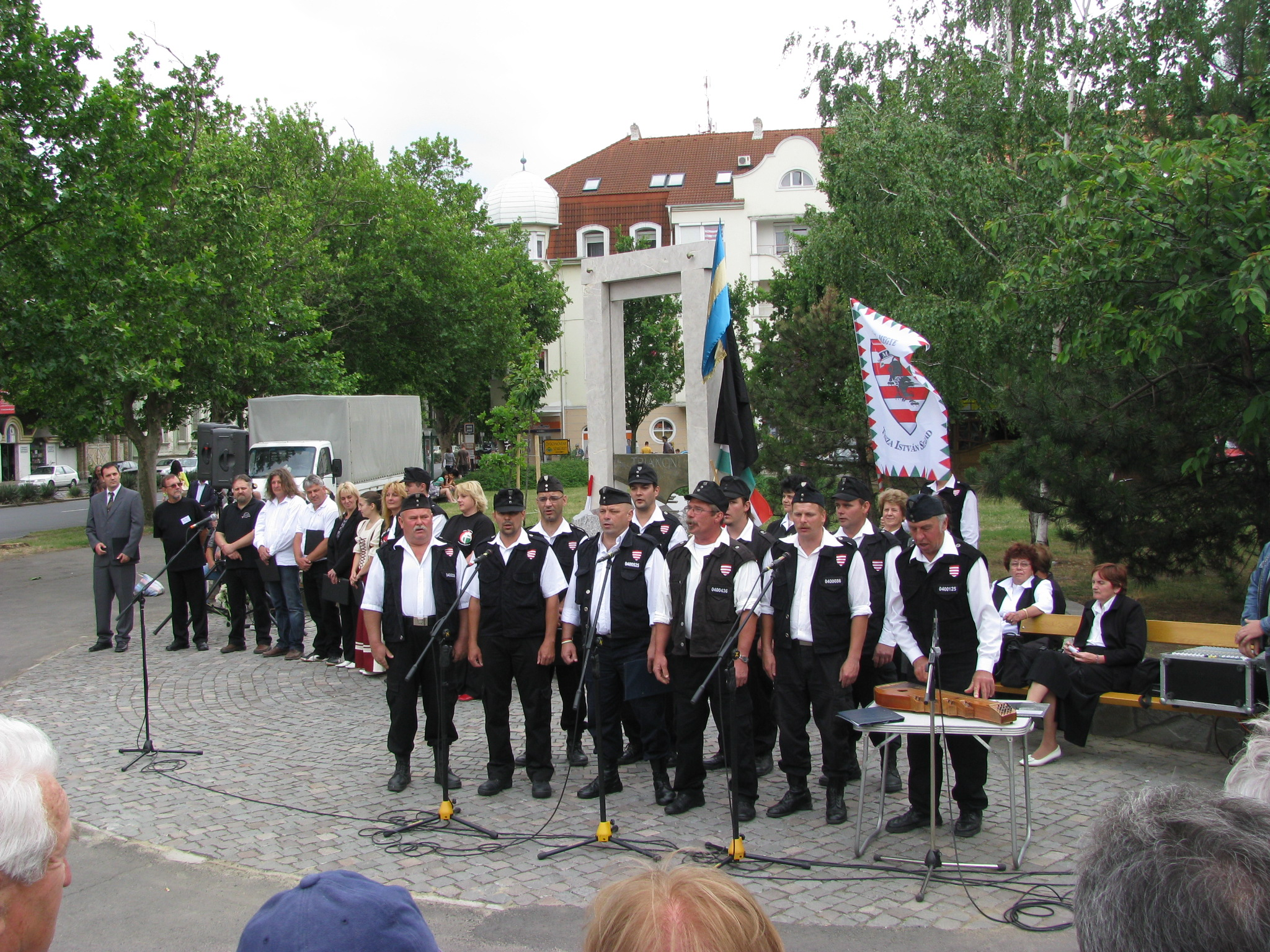
Membres de Magyar Gárda rassemblés à Békéscsaba pour commémorer le traité de Trianon en 2009.

La Garde hongroise (en hongrois, Magyar Gárda Hagyományőrző és Kulturális Egyesület, Garde hongroise pour la défense des traditions et de la culture) est une ancienne milice paramilitaire hongroise d'extrême droite créée par le Jobbik, parti politique d'extrême droite hongrois.
Les membres de la milice portent un uniforme rappelant celui du Parti des Croix fléchées, parti politique fasciste et collaborationniste pendant la Seconde Guerre mondiale, et bénéficient d’une formation militaire pour « pallier les déficiences de l’État en termes d’ordre public ». Dans les faits, la Garde hongroise défile dans des villes et villages majoritairement peuplés de citoyens roms afin d’en intimider les habitants. Un certain nombre d’actes de violence ou des meurtres sont par ailleurs commis et donnent lieu à des procès.
Elle a été dissoute le 2 juillet 2009 par le Tribunal de Budapest. Cependant une Nouvelle Garde Hongroise (Új Magyar Gárda Mozgalom) a été fondée le 25 du même mois avec des membres, une direction et des buts analogues. Depuis 2019, Magyar Gárda (Nemzeti Légió) est l'aile paramilitaire du mouvement Notre Patrie.

## Idéologie
La Garde hongroise, nationaliste, déclare vouloir « défendre la Hongrie sur le plan physique, moral et intellectuel ». La Garde hongroise est considérée comme l'héritière du Parti des Croix fléchées en raison de l'uniforme noir, du serment d'allégeance et de l'utilisation du drapeau blanc strié de rouge, emblème du fondateur de la Hongrie, Árpád, partiellement récupéré par le Parti des Croix fléchées.

## Dirigeants
- Gábor Vona : fondateur.
- Lajos Für : ancien ministre de la Défense.

## Chronologie
- septembre-octobre 2006 : émeutes contre le gouvernement socialiste, à la suite de la révélation de propos du Premier ministre.
- 25 août 2007[5] : création de la Garde hongroise ; les 56 premiers membres prêtent serment devant 3 000 sympathisants qui défilent sous les fenêtres du palais présidentiel sur la colline de Buda.
- 21 octobre 2007[6] : prestation de serment de 600 nouvelles jeunes recrues ; en uniforme noir, elles ont défilé place des Héros, avec le soutien de 1 500 sympathisants brandissant le drapeau rouge et blanc d'Arpad.
- 2 juillet 2009 : la cour d'appel de Budapest décide de dissoudre la Garde hongroise[7].
- 4 juillet 2009 : Plus de 200 personnes ont été interpellées lors de la dispersion d'une manifestation non autorisée de la Garde hongroise à Budapest, faisant 17 blessés légers[8].
- 28 janvier 2017 ; Après plusieurs schismes, l'organisation a largement cessé ses activités. Le 28 janvier 2017, des membres radicaux de Magyar Gárda ont organisé une manifestation contre Gábor Vona en dehors de l'événement d'ouverture annuel de Jobbik. Les participants ont dénoncé la nouvelle politique de Jobbik comme une trahison de l'aile droite[9].
- 2019; László Toroczkai, président du mouvement Notre Patrie, expulsé de Jobbik[10], a réorganisé le Magyar Gárda. Aujourd'hui, Magyar Gárda appartient au Mouvement Notre Patrie[11],[12].